# Batalla de Pelagònia
La batalla de Pelagònia (en grec: Μάχη της Πελαγονίας) es lliurà el setembre de 1259 entre l'Imperi de Nicea i el despotat de l'Epir, el regne de Sicília i el principat d'Acaia. Fou un esdeveniment decisiu en la història de la Mediterrània oriental, ja que va assegurar la reconquesta nicena de Constantinoble i el final de l'Imperi Llatí el 1261, i marcà el començament de la recuperació nicena de Grècia.

## Antecedents
El 1247, els nicens havien envoltat amb eficàcia Constantinoble, contra les fortes muralles de la ciutat que només els mantenien a ratlla. El poder creixent de Nicea al sud dels Balcans i la intenció de i'emperador de Nicea Miquel VIII Paleòleg, de recuperar Constantinoble, van conduir a la formació d'una coalició en 1258 entre Miquel II Comnè Ducas, Guillem II d'Acaia, i Manfred de Sicília
En veure's obligat a lliurar Dirràquion i Sèrvia als nicens el 1256, Miquel va decidir expansionar el seu territori per un altre costat. Quan estava avançant cap a Tessalònica, el rei Manfred I de Sicília va capturar Dirràquion i la rodalia. Miquel va pactar amb Manfred una aliança per capturar Tessalònica, oferint-li a canvi el matrimoni amb la seva filla i la cessió de Corfú com a dot. A més va pactar suport mutu amb el príncep Guillem II d'Acaia. Les tropes dels tres exèrcits aliats van capturar les possessions nicees a Macedònia.

## La batalla
Les rivalitats entre els epirotes i els seus aliats llatins van causar que els epirotes abandonessin els llatins la vigília de la batalla i que el fill bastard de Miquel II, Joan Ducas, va passar al bàndol nicè. Els nicens van atacar els llatins i els van derrotar.

## Conseqüències
Molts nobles llatins, inclòs Guillem II d'Acaia, van ser fets captius marcant el principi de la fi del predomini llatí a Grècia.